# Pinot simple flic
Pour plus de détails, voir Fiche technique et Distribution.
Pinot simple flic est un film français de Gérard Jugnot sorti en 1984.
Le film se déroule dans le 13e arrondissement de Paris, en 1984. Robert Pinot est un gardien de la paix aussi ordinaire que maladroit. Un jour, il interpelle une certaine Josyane, jeune toxicomane et voleuse à la tire qui se fait appeler Marie-Lou. Découvrant qu'elle est originaire de Nanteuil, le même village que lui, il se prend de compassion pour la jeune fille et décide de la prendre sous son aile afin de la soustraire à l'emprise de Tony, un dangereux dealer dont elle est amoureuse.

## Synopsis
Le car de police secours PS13 patrouille dans les rues du 13e arrondissement de Paris. L'équipage se compose du brigadier Vaudreuil et des gardiens de la paix Pinot, Blanchard, Camaro dite Craquette, Ferrand et Grimaldi.
Alors qu'ils sont appelés pour une agression sur la voie publique, Pinot s'élance à la poursuite de l'auteure qui s'enfuit avec le sac à main de sa victime. Il menace de tirer pour l'arrêter, alors elle fait demi-tour et frappe Pinot à l'entrejambe, l'immobilisant sur le champ. Elle monte ensuite dans une voiture et s'enfuit en jetant le sac dans lequel elle a pris un portefeuille.
Pinot donne le signalement descriptif de la jeune femme au car qui se lance à sa recherche. Pendant ce temps, Pinot et Camaro prennent en charge la victime du vol, mais celle-ci leur fait faux bond en prétextant devoir aller aux toilettes. Le car revient également bredouille et endommagé.
L'équipage est ensuite appelé à la suite de la découverte d'un cadavre dans un appartement. Blanchard, nouveau dans le métier, est décontenancé.
De retour au poste, Pinot tente tant bien que mal de taper son rapport sur l'affaire de vol, sans cesse interrompu par les réprimandes de ses chefs qui envoient voler ses papiers, ou par sa machine à écrire récalcitrante. De guerre lasse, il préfère rentrer chez lui, mais un chien gardé au poste a dévoré ses affaires, l'obligeant à rentrer chez lui en tenue.
Dans son appartement miteux, situé dans un quartier difficile, il mange sur le pouce et s'endort tout habillé.
Le lendemain, dans le bus qui l'emmène au travail, il est encerclé par trois hommes à l'air patibulaire. Alors qu'un policier en tenue monte à son tour, les hommes l'insultent copieusement et intimide Pinot pour l'obliger à en faire de même. Pinot, apeuré, s'exécute puis descend dès que possible. Il est rattrapé par le policier en tenue, qui veut le ramener au poste, mais Pinot lui montre son képi dans son sac et lui explique qu'ils font le même métier. Le policier, dégoûté par la lâcheté de Pinot, part sans le considérer.
Au poste, Pinot retrouve ses collègues ultramarins Dominique et Thomas, qu'il appelle les DOM/TOM, malgré leur désapprobation. Il drague lourdement Craquette et fait une nouvelle bourde dans les vestiaires pendant une quête pour la famille d'un collègue tué en service. Il s'introduit également dans le vestiaire des femmes pour d'autres blagues lourdes.
À l'appel, il hérite du jeune Blanchard dont il est chargé de superviser la formation. Il lui fait découvrir les principales drogues avec un inspecteur de la brigade des stupéfiants, puis les deux policiers partent en patrouille dans les rues parisiennes. Alors que Blanchard contrôle une mobylette dont le conducteur circule sans casque, Pinot rentre dans un sex-shop pour y glaner des informations. Le gérant lui conseille alors de se rendre à la faculté de Tolbiac.
À Tolbiac, Pinot et Blanchard font plus ample connaissance, mais sont interrompus par l'arrivée de la voleuse de la veille, accompagnée d'un homme imposant. Ils rentrent dans la faculté et les policiers décident d'attendre leur sortie. Pinot dégonfle un pneu de leur voiture et se cache avec Blanchard. Quand les suspects ressortent de la faculté, Pinot tente de les interpeller mais l'homme assène un coup de tête à Blanchard et prend la fuite avec la jeune femme. Alors qu'il réussit à franchir un mur et semer les policiers, elle est rattrapée et interpellée par Pinot. Elle parvient tout de même à avaler de la drogue qu'elle avait sur elle. Elle est récupérée par le car police secours mais oppose une farouche résistance. En la maîtrisant, les policiers déchirent en partie de son chemisier.
Au poste, elle est mise en cellule et, tandis que Pinot rédige le rapport d'interpellation, des policiers tentent de la violer. Craquette, outrée, prend la défense de la jeune femme et la fait conduire à l'hôpital. Pinot en profite pour emmener aussi Blanchard, blessé au nez dans l'intervention. Sur le chemin, il abandonne Craquette quand elle l'insulte, puis laisse Blanchard à l'hôpital.
Seul avec Josyane, il décide de la laisser partir, puis la suit pour voir où elle va. Pour être plus discret, il prend son manteau et son bonnet à un sans-abri et se fait passer pour lui. Sa filature le conduit jusqu'à la planque de Tony, mais celui-ci s'en va et Pinot retourne à sa voiture. Là, il retrouve ses collègues et son brigadier lui demande des explications : une voiture pie laissée seule, Craquette et Blanchard introuvable et la détenue disparue, alors que Pinot sent le vin.
Dans le bureau de l'Officier de Paix Principal Morcy, son supérieur, Pinot reçoit un treizième blâme et est affecté avec Craquette à la garde statique de l'ambassade de la République Islamique du Makhdar, dont la devanture présente des impacts de balles.
Alors qu'un homme s'approche de l'ambassade, son chien s'enfuit et il laisse sa valise pour aller le récupérer. Pinot, croyant à une bombe, jette la valise qui se vide de son contenu dans une flaque d'eau. À l'intérieur, pas de bombe, et l'homme n'est pas un terroriste, mais l'ambassadeur lui-même !
Pinot, encore sanctionné, est muté à la circulation et à la verbalisation des infractions au stationnement.
Au poste, il récupère une photo de Josyane et se lance à sa recherche. Il retourne notamment voir son informateur au sex-shop, qui lui donne l'adresse d'un photographe qui a pris des clichés pornographiques de Josyane. Pinot s'y rend et trouve Josyane en pleine séance photo. Il la menotte et l'emmène avec lui.
Décidé à la sortir de sa situation précaire, il lui achète de nouveaux vêtements et lui offre le repas chez lui. D'abord très réticente, elle finit par s'ouvrir à lui et tous les deux sortent dans un bowling. Elle semble s'amuser avec lui, mais s'énerve finalement et lui fait faux bond. Déçu, Pinot part dans le métro et a une altercation avec trois jeunes voyous. De mauvaise humeur, il sort son arme et en menace un, puis le laisse repartir et lui donne le blouson de Josyane pour qu'il le lui rende.
Il rentre ensuite chez lui et est surpris de voir Josyane, qui s'appelle en réalité Marie-Lou. Josyane, dit-elle, est le nom qu'elle se donne devant les policiers. Vexé de son départ du bowling, Pinot se renferme mais Marie-Lou se déshabille pour le remercier de ce qu'il a fait pour elle. Pinot ne réussit cependant pas à avoir un rapport sexuel avec elle, et elle simule une crise de sevrage de drogue. Pinot décide alors d'aller voler de la drogue au commissariat, et Marie-Lou profite de son absence pour appeler Tony.
Au commissariat, Pinot prend de la drogue dans le bureau de la Brigade des stupéfiants et la ramène à Marie-Lou. Dans son appartement, il est cependant assommé par Tony, qui lui prend son arme. Marie-Lou tente de convaincre Tony de l'emmener avec lui, mais il refuse car elle a pactisé avec la police. Il s'en va alors, mais il est surpris par l'arrivée du car de Police Secours. Pinot, s'attendant à un mauvais coup, a fait venir ses collègues.
Dans la cour de l'immeuble, Marie-Lou appelle Tony et celui-ci, se sentant trahi, tente de lui tirer dessus. Il atteint finalement Pinot au bras et s'enfuit dans l'immeuble. Blessé et sans arme mais enragé, Pinot se lance à sa poursuite sur les toits. Après une course poursuite au cours de laquelle Blanchard est une nouvelle fois blessé, Pinot rattrape Tony et les deux se battent.
Finalement, Pinot attrape une antenne et met Tony au sol, puis tente de l'achever mais en est empêché par ses collègues venus le secourir. Tony est finalement interpellé et emmené par les policiers.
Pinot se fait réprimander par les enquêteurs pour avoir fait échouer une enquête, puis féliciter par Morcy pour son comportement, mais n'attend que de pouvoir retrouver Marie-Lou à l'hôpital. Pour y parvenir, il prend même la mobylette de son collègue Thomas.
À l'hôpital, il retrouve envie Marie-Lou, qui s'apprête à partir en détention, et les deux se quittent sur des adieux émouvants.
Plus tard, le travail reprend comme avant pour Pinot et l'équipage PS13 qui partent en intervention sur un exhibitionniste tandis que celui-ci démarre.

## Fiche technique
- Titre : Pinot simple flic
- Réalisation : Gérard Jugnot
- Scénario original et dialogue : Christian Biegalski et Pierre Geller
- Adaptation : Gérard Jugnot, avec la collaboration de Robin Katz
- Photographie : Eduardo Serra
- Musique : Louis Chedid
- Arrangements: Michel Coeuriot
- Montage : Catherine Kelber
- Affiche : Patrick Claeys
- Production : Jean-Claude Fleury pour Arturo Productions, GPFI
- Pays :  France
- Langue : français
- Genre : Comédie policière
- Durée : 86 minutes
- Box-office : 2,4 millions[2]
- Date de sortie : 
  - France - 6 juin 1984

## Distribution
- Gérard Jugnot : Brigadier Robert Pinot
- Fanny Bastien : Marie-Lou, dite Josyane Krawczyk
- Patrick Fierry : Antoine Lebel, dit Tony
- Pierre Mondy : Brigadier-chef Rochu
- Jean-Claude Brialy : Officier de Paix Principal Morcy
- Jean Rougerie : Brigadier Vaudreuil
- Gérard Loussine : Blanchard
- Claire Magnin : Camaro, dite Craquette
- Jean-Claude Islert : Grimaldi
- Dane Porret : Ferrand
- Alain Doutey : Inspecteur Jeoffroy
- Pascal Légitimus : Tom
- Raymond Aquilon : Dom
- Carole Jacquinot : Ziton
- Sim : Vénus, le photographe
- Christophe Clark (doublé par Martin Lamotte) : Cricri (non crédité)
- Brigitte Verbecq : Brigitte (non créditée)
- Pierre Frag : Bertrand, le patron du sex shop
- Jean-Claude Bouillaud : le policier dans le bus
- Philippe Klébert : un voyou
- Didier Kaminka : le sans-abri
- Patrice Leconte : l'homme à lunettes dans le métro
- Charles Nemes : le fêtard ivre
- Jean-Marie Poiré : l'homme au walkman dans le métro
- Marc Vallée : l'inspecteur de police qui tente de violer Josyane
- Philippe Galland : l'homme au Solex
- Arièle Semenoff : la fille de la femme décédée
- Michel Caccia : l'homme de la morgue
- Dominique Reymond
- Pierre Aknine
- Jean-Luc Autret
- Patrick Blondel
- Geoffroy Boutan
- Jean-Pierre Clami : un policier au sous-sol
- Laurent Cygler
- Yves Jouffroy : l'urgentiste à la préfecture de police
- Guy Laporte : le patron du café
- Patrick Massieu : le patron du bar bowling
- Perrette Souplex : l'éditrice de revues pornographiques
- Roger Trapp : l'automobiliste forcé a transporter Pinot
- Marie-Laure Wicker
- Mahmoud Zemmouri : l'ambassadeur
- Jacques Genet : un gardien de la paix

## Réception
Le film totalise 2 418 756 entrées. Toutefois la comédie de Gérard Jugnot est nettement battue par celle de son camarade Michel Blanc, Marche à l'ombre, atteignant même la tête du Box-office français avec 6 168 425 entrées.

## Autour du film
- Première réalisation de Gérard Jugnot, qui réalisera Scout toujours... dès l'année suivante.
- L'affiche du film est une parodie de celle de Rambo : Gérard Jugnot apparaît au centre de l'image avec des vêtements déchirés, un bandeau sur le képi comme Sylvester Stallone et tenant un pistolet-mitrailleur Uzi. Par ailleurs, Stallone est visible sur un poster accroché dans les vestiaires des femmes au commissariat.
- À noter les apparitions de cinéastes qui ont tous fait tourner Gérard Jugnot : 
  - Charles Nemes (Les héros n'ont pas froid aux oreilles), dans le rôle de l'homme ivre qui crie « présent » dans la geôle du commissariat ;
  - Patrice Leconte (Les Bronzés), dans le rôle de l'homme dans la rame de métro, incommodé par l'odeur de Pinot ;
  - Jean-Marie Poiré (Le père Noël est une ordure), dans le rôle de l'homme au walkman dans le métro, qui ne voit pas Pinot se faire agresser à seulement quelques mètres de lui ;
  - Philippe Galland (Le Quart d'heure américain), dans le rôle d'un motocycliste qui double Pinot.
- Le film se termine par une mise en abyme : Pinot est à bord d'un fourgon de police ; tandis que celui-ci démarre, le plan s'élargit sur l'équipe technique, dirigée par Gérard Jugnot, en train de tourner la séquence (une doublure de l'acteur-réalisateur est alors utilisée pour le personnage vu de dos).
- Le film a principalement été tourné dans le 13e arrondissement de Paris (« quartier chinois »), et au centre commercial Créteil Soleil, notamment dans l'hypermarché Euro marché[3].
- Louis Chedid compose pour la bande originale du film le titre "Police Secours"

## Distinctions

### Nominations
- Fanny Bastien est nommée pour le César du meilleur jeune espoir féminin[4]